# 法廷侮辱罪
法廷侮辱（ほうていぶじょく）または裁判所侮辱（さいばんしょぶじょく、英: contempt of courtまたは単にcontempt）とは、裁判所またはその職員に対する、反抗的な、または敬意を欠く非違行為であって、裁判所の権能、正義および権威に反抗しまたはこれを毀損する態様で行われるものをいう。
類似のものとして、立法権に向けられた同様の非違行為は議会侮辱（下院侮辱または上院侮辱）と呼ばれる。

## 概要
法廷侮辱罪は、イギリス国王への不敬行為に科された制裁を起源としており、権力が議会や裁判所に移行したことによって議会侮辱・裁判所侮辱として成立した。このため、法廷侮辱は英米法の概念にあたる。
法廷侮辱は大きく2種類に分類される。すなわち、法廷において司法権に対し敬意を欠く行為を行う類型と、裁判所の命令に意図的に違反する類型である。法廷侮辱の執行手続は、差止命令などの衡平法上の救済を与えるために用いられる。法域によっては、召喚状に対する応答拒否や、証言拒否や、陪審員の義務の履行拒否や、ある種の情報提供の拒否などが、法廷侮辱を構成すると定められている。
ある行為が法廷侮辱を構成すると裁判所が認定したときは、裁判所は、公判期日または口頭弁論期日において、対象者（法人を含む。）が、裁判所の権威に服従せずまたは敬意を欠いた旨を宣言する内容の命令を発する。この命令が発せられることにより対象者は法廷侮辱に問われる。これは、法廷における通常の手続を阻害する行為に対して裁判官が科しうる制裁の中で最も強いものである。
法廷侮辱の要件としては、裁判所の適法な命令に服従しないこと、裁判官に対する敬意を欠くこと、粗末な行動により手続を阻害すること、または公正な裁判の実現を阻害するおそれのある文書等の公表または非公表を行うことなどがある。法廷侮辱罪に問われた者に対しては、裁判所は罰金または拘留の刑を科すことができる。すなわち、法廷侮辱罪は手続法上の犯罪である。
一般論としては、コモンロー諸国における裁判官は、法廷侮辱に関して、大陸法系諸国の裁判官と比較してより強力な権限を有している。
法廷侮辱は、本質的に裁判所の機能を妨害する行為であるとされる。法廷侮辱に対しては罰金および/または拘留の刑が科されるが、対象者は裁判所の意思を全うことに同意することで拘束を解かれる。民事事件においては不作為も法廷侮辱となりうる。
裁判官は、法廷侮辱に該当しうる行為を行っている者に対し予め警告を発することが多く、警告に従わない場合には法廷侮辱罪に問われる。全く事前警告なしに法廷侮辱に問われることは比較的まれである。
直接侮辱は、裁判官の面前（ラテン語: in facie curiae）における許容されない行為をいい、一般論としては警告が前置され、即時に科される制裁を伴う。場合によってはあくびも法廷侮辱とされることがある。
擬制的侮辱（英: Constructive contempt）または間接侮辱（英: Consequential contempt）とは、対外的に義務を課す内容の裁判所の意思に反することをいう。多くの場合、擬制的侮辱は、その受動的性質ゆえに民事侮辱の範疇に属すると解されている。間接侮辱は、民事および擬制的侮辱に関するものとされ、かつ裁判所の命令への不服従を含む。刑事侮辱は、不規則発言を繰り返すこと、従前却下された証拠を繰り返し提示すること、または法廷において他の当事者に対しハラスメントを行うことなどの妨害的行為をいう。

## 各国の制度

### オーストラリア
オーストラリアでは、裁判官は法廷侮辱に対し罰金または拘留の刑を科すことができる。裁判官に対する不起立も法廷侮辱となる。

### ベルギー
ベルギーの刑事裁判官または民事裁判官は、法廷を侮辱する行為についてその者を直ちに罪に問うことができる。

### カナダ

#### コモンロー上の犯罪
カナダにおいては、法廷侮辱罪は、全ての犯罪はカナダ連邦刑法典に規定されなければならないという一般原則の例外として扱われている。法廷侮辱罪および議会侮辱罪は、カナダの法体系において唯一残されたコモンロー上の犯罪である。
法廷侮辱に該当する行為には以下のようなものがある。
- 敬意ある態度を維持せず、静粛を維持せず、または手続に対し賛否の意思を表示することを控えないこと。
- 召喚状を拒否しまたは無視すること。
- 裁判所の手続または命令に故意に従わないこと。
- 司法権の秩序ある執行を妨げ、または裁判所の権限もしくは権威を毀損すること。
- 裁判所職員がその職務を全うしないこと。
- 保安官または廷吏が、令状を直ちに執行または返還しないこと。

#### カナダの連邦裁判所
この節においては、カナダの連邦上訴裁判所およびカナダの連邦裁判所についてのみ述べる。
連邦裁判所規則第466条および467条に基づき、法廷侮辱罪に問われた者に対してはまずこれを科す旨の命令が下され、対象者は答弁のため出廷する義務を負う。合理的な疑いを超える程度に証明がなされた場合にのみ有罪判決が行われる。
急速を要する場合または法廷侮辱が裁判官の面前で行われた場合には、即座に制裁が科されうる。制裁としては収監または罰金がある。収監の期間は、5年未満とされることもあれば、「裁判所命令に従うまで」とされることもある。

#### カナダの租税裁判所
租税裁判所法に基づき、法廷侮辱をなした者は、2年未満の収監または罰金刑に処される。租税裁判所においても、他の裁判所と同様に命令の前置が行われる。

#### カナダの州裁判所
各州においてそれぞれ異なる手続が存在する。例えば、ブリティッシュ・コロンビア州においては、たとえ実行行為が裁判官の面前で行われた場合であっても、治安判事のみが法廷侮辱罪に問われた被告人を召喚する権限を有する。ただし、審理は判事により行われる。

### 香港
香港においては、香港終審法院、高等裁判所および地方裁判所のみならず、検視官裁判所（英: Coroner's Court）など種々の法廷における裁判官が、制定法またはコモンローに基づき、裁判官の面前で行われた法廷侮辱に対し即時の制裁を科す権限を有している。法廷侮辱行為の具体例は以下のとおりである。
- 判事、裁判官、証人または裁判所職員を侮辱すること。
- 裁判所の手続を妨げること。
- 司法権の行使を妨害すること。
- 法廷において不適切な行為をなすこと（携帯電話や録音機器の使用を含む。）。
- 陪審員が、開廷中に許可なく退廷すること。
- 判決または裁判所の命令に違反すること。
- 契約条項違反
- 裁判所規則に基づき事務弁護士に課された義務に対する違反

治安判事裁判所においてなされまたは治安判事に対してなされる侮辱的または脅迫的な発言は、治安判事条例（Cap.227、英: the Magistrates Ordinance）第99条の違反を構成する。同条は、治安判事が「違反者に対し、簡易的にレベル3の罰金および6か月の収監の刑に処する」ことができる旨定めている。
さらに、行政機関の中でも、養護施設、ホテルやゲストハウス等の施設、大気汚染対策などに関する一部の不服審判所は、制定法に基づき法廷侮辱に関する権限を与えられている。これらの審判所の面前でなされた法廷侮辱については、各審判所長が第一審裁判所に対して法廷侮辱行為の存在を宣明し、当該第一審裁判所において聴聞および処断刑の確定が行われる。

### イングランドおよびウェールズ
コモンロー系の法域であるイングランドおよびウェールズにおいては、法廷侮辱に関する法の一部は判例法（コモンロー）により規定され、また一部は1981年法廷侮辱罪法に法典化されている。法廷侮辱は刑事侮辱と民事侮辱に大別される。刑事侮辱に対し1981年法が定める最大の制裁は、2年間の収監である。
直接侮辱とは、法廷において判事または治安判事に対してなされる、無秩序的・軽蔑的または侮辱的な行為であって、トライアルその他の司法権の適正な実施を阻害するおそれのあるものをいう。「直接」とは、裁判所自身が、訴訟記録上現れた当該対象者の行為を摘示することにより制裁を科すことを意味する。これに対し、間接侮辱においては、第三者が、故意に裁判所の命令に違反した者の行為について法廷侮辱に問う旨の申立てをなすことができる。このように、直接侮辱と間接侮辱は大きく異なる制度である。
欧州人権裁判所の判例により、法廷侮辱に関する権限には制限がある。法律委員会は、法廷侮辱罪に関する報告の中で、「弁護士の法廷における発言を理由とする制裁は、その批判の対象が裁判官であると検察官であるとを問わず、欧州人権条約第10条に基づく弁護士の権利を侵害するものとなりうる」と述べ、Nikula対フィンランド事件を引用して、そのような制限は「予め法定され」かつ「民主的社会において必要であるという基準を満たす」必要があるとしている。

#### 刑事侮辱
イギリスの刑事法院は、1981年上級裁判所法に基づく上位裁判所であるところ、刑事法院は法廷侮辱を罰する権限を有している。地方裁判所は、高等法院の一部として、当該権限は以下の3種類に適用可能であると判示している。
1. 「裁判所の面前[注釈 1]」で行われた法廷侮辱
2. 裁判所命令への不服従
3. 裁判所に示した条件への違反

迅速な対応が必要となる場合には、裁判官は、法廷侮辱に対し収監の措置を講じることができる。
迅速な対応が必要とまではいえない場合、または行われた法廷侮辱が非直接的なものである場合には、法務長官が介入し、検察庁が、法務長官の名の下、高等法院王座部の地方裁判所において刑事手続を開始することができる。
治安判事裁判所においても、1981年法に基づき、「法廷を侮辱」した者や開廷中に手続を妨害した者を収監する権限が認められている。法廷侮辱が認定されまたは立証された場合には、地方裁判所判事（治安判事として執務中の者）は、1月以下の収監もしくは2,500ポンド以下の罰金の刑を科し、またはこれらを併科することができる。
いかなる種類であっても、裁判所の許可なく録音装置または撮像装置をイギリスの法廷に持ち込むことは法廷侮辱となる。
同法第10条に基づき、ジャーナリストによる情報源の開示拒否は原則として法廷侮辱とならない。ただし、利用可能な証拠を検討した上で、裁判所が当該情報が「正義もしくは国家安全保障のためまたは騒乱もしくは犯罪の予防のため必要」であると認定した場合は例外である。

#### 厳格責任に基づく法廷侮辱
法廷侮辱法に基づき、法的手続における司法権の行使に重大な障害を与える現実の危険のある公表行為は刑事侮辱を構成する。これは、法的手続の係属中のみ適用があり、法務長官および制定法により適用場面のガイドラインが設けられている。この規定により、新聞やメディアは、刑事事件に関して、当該事件のトライアルまたは関連するトライアルが終了し、かつ陪審員が評決を言い渡すまでの間、過度に過激またはセンセーショナルな記事を公表することを禁じられている。
同法第2条は、従来のコモンロー上の法廷侮辱の定義を縮減し、行為者に司法権の行使に深刻な偏向をもたらす重大な危険を生じさせる意図があったことが立証された場合に限ると定義している。

#### 民事侮辱
民事手続においては、以下のように主に2種類の法廷侮辱がある。
1. 出頭を求める召喚を受けたにもかかわらず裁判所に出頭しないこと。高等裁判所については、廷吏に対象者を逮捕し、また次回期日まで収監する権限を与えるについては、歴史的にはラティタット（英語版）が発行されていたが、現在ではベンチ・ワラント（英語版）が発行されている。実務的には、裁判所に対し謙虚に謝罪する文書を提出することで収監を免れうる。
2. 裁判所命令に従わないこと。この場合、対象者には「罰則通知（英語版）」、すなわち従わなければ収監の対象となる旨の命令書の写しが交付される。対象者が当該命令に従わない場合、手続は開始され、理論的には対象者は収監されうる。実務的には、本手続を利用するための申立人の費用が大きいため利用されることは稀であり、収監が行われることは稀で、通常は謝罪または罰金が適切とされる。

### インド
インドにおいては、以下に示すとおり、2種類の法廷侮辱が観念されている。
1. 民事侮辱：1971年法廷侮辱罪法第2(b)条によれば、「判決、決定、指示、命令、令状もしくはその他の裁判所の手続への故意の不服従または裁判所に提示された条件の故意の不履行」と定義される。
2. 刑事侮辱：1971年法廷侮辱罪法第2(c)条によれば、「あらゆる公表行為またはあらゆる他の行為（言語的なもの（発話によるものであるか筆記によるものであるかを問わない。）であるか、表示によるものであるか、または視覚的な方法によるものであるか、または他の方法によるものであるかを問わない。）であって、以下に該当するもの」をいうとされる。  1. あらゆる法廷の権威を害しもしくは害するおそれがあるか、またはこれを低下せしめもしくはそのおそれがある行為
  2. 司法手続の適正な執行を偏向させ、干渉しまたは干渉するおそれのある行為
  3. その他のあらゆる点に関し、司法権の適正な行使に干渉しもしくはその干渉するおそれがあるか、またはこれを妨害しまたは妨害するおそれのある行為

### アメリカ
アメリカ法においては、法廷侮辱は直接的なものと間接的なものに分かれ、また民事および刑事に分類される。直接侮辱とは裁判官の面前で行われるものをいう。民事侮辱とは、処罰とは異なる概念として「強制的かつ救済的」なものをいう。アメリカにおいては、関連する立法として合衆国法典第18編第401– 403条 18 U.S.C. §§ 401–403および連邦刑事訴訟規則第42条がある。
1. 直接侮辱とは、裁判長裁判官の面前（ラテン語: in facie curiae）で行われるものをいい、即座に対処されうる。すなわち、当該裁判官が、違反当事者に対し、法廷を乱し司法権の執行を偏向させる態様の行為が行われたことを通知し、反論の機会を与えた後、裁判官は即座に制裁を科しうる。
2. 間接侮辱とは、裁判所が直ちには関与しない場において、先に発せられた裁判所命令に違反することをいう。一般的には、間接侮辱の違反者は、当該裁判所命令の執行により利益を得る当事者から告発される。間接侮辱の告発を受けた者は、告発の通知を受ける権利と、法廷侮辱を立証する証拠を取り調べる口頭弁論に参加する権利を有する。明文の手続規定がないため、反対証拠の提出が許されるかは場合による。

民事訴訟における法廷侮辱は、裁判所命令から利益を得る当事者が当該命令の執行についても責任を負うものとされていることもあって、一般的には刑事犯とは捉えられていない。しかしながら、法廷侮辱が原告の名誉を貶めようとする行為と捉えられることもあり、また、多かれ少なかれ、裁判官または裁判所の名誉を貶めようとする行為と捉えられることもある。
法廷侮辱に対する制裁は刑事的なものと民事的なものがある。刑事的な制裁を与える場合には、法廷侮辱行為の存在が合理的な疑いを超える程度に立証されなければならないが、ひとたび犯罪が立証されれば、罰金刑や、重大な事案においては収監の制裁が無条件で科される。民事的な制裁（典型的には、保安官または類似の裁判所職員の元における身体拘束）の執行は、裁判所命令に対する不服従が継続する期間に限られる。すなわち、対象者が裁判所命令に従った場合には、制裁は解除される。対象者自身が「監獄の鍵を持っている」と表現される。このため、伝統的な適正手続は必要とされていない。連邦裁判所および多くの州裁判所においては、民事侮辱に関する証明責任は、刑事事件におけるものよりも軽い明白で説得力のある証明で足りるとされる。
民事侮辱事件においては比例原則の適用がない。Chadwick v. Janecka事件（第3巡回裁判所2002年判決）において、米国控訴裁判所は、H・ビーティー・チャドウィックが、州裁判所の民事判決により命じられた250万米ドルの提示を行わなかったことを理由として無期限に身体を拘束されうると判示した。2002年当時、チャドウィックはすでに9年間収監されていたが、身体拘束は2009年まで続いた。彼が釈放されたのは拘束から14年を経過した時であり、法廷侮辱を理由とする身体拘束の最長記録である。
民事侮辱は、対象当事者が侮辱の理由とされた裁判所命令に応じる能力を有している場合に限り有効である。資産保護信託を巡っては、裁判所が、資産保護信託の信託設定者に対し、信託財産を取り戻して債権者の引き当てとするように命じるなど、時折議論を呼ぶような法廷侮辱判決が下されることがある。裁判所は、命令の対象者がこれを履行する能力を有しない場合には当該命令を維持することができない。対象者が行うこの種の主張は「不能の抗弁（英: impossibility defense）」と呼ばれる。
法廷侮辱は裁判所の大権であると考えられており、「陪審による裁判の要請は、『合衆国の名においてまたは合衆国に代わって提起されまたは起訴されたあらゆる訴訟または法的手続においてなされたあらゆる適法な令状、手続、命令、判決、決定または司令に対する不服従としてなされた法廷侮辱』には適用がない」とされる。この立場は必ずしも司法界の全てにおいて普遍的に合意されているわけではなく、同一の裁判官が起訴と科刑の双方を担右ことにより生じる潜在的な利益相反を理由として、法廷侮辱被告事件も裁判官によるのではなく陪審により審理されるべきであるとの主張が多くなされてきている。少なくとも1名の最高裁判事が、法廷侮辱被告事件においても裁判官による審理を陪審による審理をもって代えるべきと主張している。
連邦犯罪により収監される者の拘束は、全てまず合衆国保安官局が担当する。同局においては、「囚人数管理システム」または「囚人追跡システム」が用いられている。公表されている唯一の記録は「刑事手続が係属中であるため拘束されている囚人」の数のみである。「民事侮辱に問われている者」の数の記録は、プライバシー法（合衆国法典第5編第552a(e)(4)(I)条 5 U.S.C. § 552a(e)(4)(I)）に基づく損害賠償請求を避けるため、連邦官報に記載されていない。

#### アメリカにおける報道機関
アメリカにおいては、修正第1条の保障が広範囲に及んでおり、例外は極めて少ない。報道の情報源自体が事件の当事者でない限り、一般的に、裁判所はメディアに対し、事件についての報道や公知の事実についての報道を禁止できないため、メディアの情報源は、訴訟事件について報道を行ったことを理由として法廷侮辱に問われることはない。新聞は、その内容を理由として閉鎖させられることはない。

#### 批判
法廷侮辱を法壇から裁くという実務に対しては従来から批判がある。特に、合衆国最高裁判所判事ヒューゴ・ブラックは、「今こそ、裁判官により発明され維持されてきた、刑事侮辱被告事件は陪審なしで裁判官が審理できるという考えを根こそぎ排除すべき時だ」との反対意見を残している。

### 日本
日本の法体系においては「法廷侮辱罪」という概念は存在しない。
直接侮辱に相当する行為については「法廷等の秩序維持に関する法律」が禁止しており、同法違反に対しては制裁が課されるが、この制裁を「法廷侮辱罪」と呼ぶことはない。
間接侮辱に相当する制度は定められていない。